# Gandanameno inornata
Espèce
Synonymes
- Eresus inornatus Pocock, 1898

Gandanameno inornata est une espèce d'araignées aranéomorphes de la famille des Eresidae.

## Distribution
Cette espèce est endémique du Malawi.

## Description
La femelle holotype mesure 17 mm.

## Publication originale
- Pocock, 1898 : The Arachnida from the regions of Lakes Nyassa and Tanganyika contained in the collection of the British Museum. Annals and Magazine of Natural History, sér. 7, vol. 2, p. 429-448 (texte intégral).